# Liste antiker Odeen
Diese Liste antiker Odeen erfasst die Odeen der griechisch-römischen Antike in chronologischer Ordnung. Eine Liste der antiken Theaterbauten findet sich hier.
| Antiker Ortsname / Lage  | Moderner Ortsname / Lage | Datierung | Anlage und Zustand | Grabungsgeschichte | Abbildung |
| ------------------------ | ------------------------ | --- | --- | ------------------ | --------- |
| Sparta                   | Sparta                   | 6. Jh. v. Chr. | von Theodoros von Samos am Markt von Sparta erbaute Skias (kreisrunder Grundriss, also gegenüber den späteren Odeen eine deutlich abweichende Bauform)                                                    |                    |           |
| Athenai                  | Athen                    | um 447 v. Chr., 86 v. Chr. abgerissen, aber bald wieder aufgebaut                                                          | von Perikles am südöstlichen Abhang der Akropolis errichtet |                    |           |
| Athenai                  | Athen                    | am Markt durch Marcus Vipsanius Agrippa, 2. Hälfte 1. Jh. v. Chr.                                                          | |                    |           |
| Roma                     | Rom                      | Kaiserzeit, unter Domitian, Odeum des Domitian                                                                             | |                    |           |
| Athenai                  | Athen                    | 161 n. Chr. | Siehe den Hauptartikel Odeon des Herodes Atticus |                    |           |
| Catania                  | Catania                  | 3. Jh. n. Chr. | |                    |           |
| Ephesos                  |                          | | |                    |           |
| Kos                      | Kos                      | im 2. Jahrhundert n. Chr. errichtetes Odeon von Kos, in der Zeit des Antoninus Pius nach einem Erdbeben wiederhergestellt. | von der Scuola Archeologica Italiana di Atene während der italienischen Besatzung (1912 bis 1943) unter Leitung von Luciano Laurenzi 1929 ausgegraben und 1937, 1939 sowie 1998/99 teilweise restauriert. |                    |           |
| Korinthos                |                          | | |                    |           |
| Paphos                   |                          | | |                    |           |
| Patras                   |                          | | |                    |           |
| Hippos (Palaestina)      |                          | | |                    |           |
| Apollonia (Albanien)     |                          | | |                    |           |
| Madauros                 |                          | | |                    |           |
| Tauromenion, Tauromenium | Taormina                 | | |                    |           |
| Teos                     |                          | | |                    |           |